# Dakshin Jhapardaha
Dakshin Jhapardaha là một thị trấn thống kê (census town) của quận Haora thuộc bang Tây Bengal, Ấn Độ.

## Nhân khẩu
Theo điều tra dân số năm 2001 của Ấn Độ, Dakshin Jhapardaha có dân số 11.439 người. Phái nam chiếm 50% tổng số dân và phái nữ chiếm 50%. Dakshin Jhapardaha có tỷ lệ 73% biết đọc biết viết, cao hơn tỷ lệ trung bình toàn quốc là 59,5%: tỷ lệ cho phái nam là 77%, và tỷ lệ cho phái nữ là 69%. Tại Dakshin Jhapardaha, 10% dân số nhỏ hơn 6 tuổi.